# Гололико какаду
Гололикото какаду (Cacatua sanguinea) е вид бяло какаду, което естествено обитава Австралия и южните части на Нова Гвинея.
Сред аборигените в Централна Западна Австралия съществува практиката тези птици да бъдат отглеждани като домашни любимци, както и да бъдат готвени и консумирани. Перата им традиционно се използват за украса на главите и ръцете при ритуалните церемонии и танци на аборигените.

## Таксономия
Видът е описан за пръв път от английския орнитолог Джон Гулд през 1843 година. Разпознати са четири подвида :
- C. s. sanguinea
- C. s. normantoni
- C. s. transfreta
- C. s. gymnopis

## Физическо описание
Гололикото какаду е малко бяло какаду, което на размери достига до 35 – 41 cm на дължина и 370 – 630 g на тегло, като средното тегло е 525 g. На външен вид прилича както на Cacatua tenuirostris, така и на Cacatua pastinator, но гололикото какаду е по-малко и за разлика от двата вида има горната и долната му челюсти са с еднаква дължина. Лесно се различава от Cacatua tenuirostris по липсата на оранжева ивица на гърлото. Подвидовете C. s. normantoni и C. s. normantoni са малко по-дребни от номиналния подвид. Подвидът C. s. normantoni е малко по-кафеникав под крилете и опашката, както се вижда при полет. Подвидът C. s. gymnopis има по-тъмно сини околоочни пръстени, по-ясно изразена е розовата област между ноздрите и очите и има жълт оттенък перата в основата на опашката. Женските са малко по-леки от мъжките на тегло и по-дребни по отношение размаха на крилете, размерите на човката, дължината на задноходилните кости, дължината на опашката и диаметъра на окото. 

## Географско разпространение и хабитат
Номиналният подвид C. s. sanguinea е разпространен в Северна Австралия. Подвидът C. s. normantoni обитава западните части на полуостров Кейп Йорк. Подвидът C. s. transfreta е открит в Нова Гвинея., а C. s. gymnopis в централните, източните и югоизточните части на Австралия. Гололикото какаду е толкова разпространено, че е смятано за нещо като вредител навсякъде из Австралия, и действително може да унищожи дърветата, на които живее, обелвайки с клюна си кората на по-младите клонки.

## Поведение
Видът се събира на ята до няколко хиляди птици, които често включват и много розови какадута (Eolophus roseicapilla). Нощем обикновено спят на клоните на дърветата, а летят в търсене на храна рано сутрин и късно следобед. Предпочитат поляните, в които търсят семена из тревата, включително семена на селскостопански култури като пшеница и овес. Издават пронизителни крясъци.

## Размножаване
Размножителният сезон при гололиките какадута е през август – октомври в северните части на местообитанието им и май-октомври – в южните. Гнездят обикновено в дървесни хралупи, в скални процепи или термитници.